# Міньківці
Міньківці — село в Україні, в Андрушівській міській громаді Бердичівського району Житомирської області. Населення становить 681 осіб.

## Географія
Через село тече річка Лебединець, права притока Гуйви.

## Історія
Станом на 1886 рік в колишньому власницькому селі Андрушівської волості Житомирського повіту Волинської губернії, мешкало 573 особи, налічувалось 81 дворове господарство, існувала православна церква й постоялий будинок.
За переписом 1897 року кількість мешканців зросла до 1462 осіб (732 чоловічої статі та 730 — жіночої), з яких 1171 — православної віри, 269 — римо-католицької.
У 1906 році село Андрушівської волості Житомирського повіту Волинської губернії. Відстань від повітового міста 52 верст, від волості 8. Дворів 229, мешканців 1493.

## Населення

### Мова
Розподіл населення за рідною мовою за даними перепису 2001 року:
| Мова       | Кількість | Відсоток |
| ---------- | --------- | -------- |
| українська | 672       | 98.68%   |
| російська  | 6         | 0.87%    |
| білоруська | 1         | 0.15%    |
| вірменська | 1         | 0.15%    |
| угорська   | 1         | 0.15%    |
| Усього     | 681       | 100%     |

## Люди
В селі народився Левицький Леонід Миколайович (1917—1943) — український поет.